# Marjorie Rhodes
Pour les articles homonymes, voir Rhodes (homonymie).
Marjorie Rhodes, de son vrai nom Millicent Wise, est une actrice britannique née le 9 avril 1897 à Kingston-upon-Hull (Yorkshire de l'Est) et morte le 4 juillet 1979 à Hove (Sussex de l'Est).

## Théâtre (sélection)
- 1948 : Power Without Glory de Michael Clayton Hutton : Maggie
- 1950 : Edwina Black de William Dunner et William Morum : Ellen
- 1965 : All in Good Time de Bill Naughton : Lucy Fitton

## Filmographie (sélection)

### Cinéma
- 1941 : Love on the Dole de John Baxter  : Mme Bull
- 1943 : Grand-Mère Riley détective (en) (Old Mother Riley Detective) de Lance Comfort : la cuisinière
- 1948 : This Was a Woman (en) de Tim Whelan : Mrs. Holmes
- 1948 : L'Évadé de Dartmoor (Escape) de Joseph L. Mankiewicz : Mrs. Pinkem
- 1948 : Vous qui avez vingt ans (Enchantment) de Irving Reis : Mrs. Sampson
- 1952 : Le Ballon jaune (The Yellow Balloon) de J. Lee Thompson : Mrs. Stokes
- 1953 : Pages galantes de Boccace (Decameron Nights) de Hugo Fregonese : Signora Bucca
- 1953 : Au coin de la rue (Street Corner) de Muriel Box
- 1954 : Un fils pour Dorothy (To Dorothy a Son) de Muriel Box
- 1955 : Children Galore de Terence Fisher : Ada Jones
- 1955 : Des pas dans le brouillard (Footsteps in the Fog) de Arthur Lubin : Mrs. Park
- 1956 : Peine capitale (Yield to the Night) de J. Lee Thompson : Brandon, une surveillante
- 1956 : C'est formidable d'être jeune (Now and Forever)
- 1957 : L'Étranger amoureux (The Passionate Stranger) de Muriel Box : Mrs. Poldy
- 1959 : Inspecteur de service (Gideon's Day) de John Ford : Mrs. Saparelli
- 1966 : Chaque chose en son temps (The Family Way) de Roy Boulting : Lucy Fitton
- 1970 : Place aux jeunes (Spring and Port Wine) de Peter Hammond (en) : Mme Gasket
- 1971 : La Fille de Jack l'Éventreur (Hands of the Ripper) de Peter Sasdy : Mrs. Bryant

## Distinctions

### Récompenses
- 1967 : Chaque chose en son temps (The Family Way)
  - National Society of Film Critics Award de la meilleure actrice dans un second rôle
  - National Board of Review Award de la meilleure actrice dans un second rôle